# 히가시구 (구마모토시)
히가시구(일본어: 東区)는 일본 구마모토현 구마모토시의 행정구이다.

## 교통

### 철도
- 규슈 여객철도
  - 호히 본선: 도카이가쿠엔마에역

- 구마모토시 교통국
  - 노면전차 A계통・B계통

### 도로
- 국도 3호선
- 국도 57호선
- 국도 266호선
- 국도 443호선